# Don Byron
Donald Byron (New York, 8 novembre 1958) è un compositore e polistrumentista statunitense.
È famoso principalmente come clarinettista ma suona anche il clarinetto basso ed i sassofoni.
Pur essendo un musicista jazz, la musica di Don Byron spazia in differenti generi musicali tra i quali klezmer, lieder tedeschi, hard rock/metal, rap.

## Biografia
Byron è nato nel Bronx, a New York da genitori entrambi musicisti, madre pianista e il padre suonava il basso in gruppi di musica Calypso. Per questa e per altre ragioni è stato fortemente influenzato, oltre che dal jazz, anche da numerosi altri stili musicali.
Pur essendo un eccellente strumentista (ha studiato clarinetto con Joe Allard e si è diplomato al New England Conservatory di Boston con George Russell) ha però sempre finalizzato la propria tecnica alla ricerca e all'esplorazione di diversi stili musicali con grande rigore e fantasia.
Byron ha lavorato e registrato, tra gli altri, con Allen Toussaint, Marc Ribot, Vernon Reid, Joe Henry, e molto anche col chitarrista Bill Frisell.

## Discografia

### Come leader
- Tuskegee Experiments (Nonesuch, 1992)
- Plays the Music of Mickey Katz (Nonesuch, 1993)
- Music for Six Musicians (Nonesuch, 1995)
- Don Byron Quintet: No-Vibe Zone: Live at the Knitting Factory (Knitting Factory Works, 1996)
- Bug Music (Nonesuch, 1996)
- Don Byron & Existential Dred: Nu Blaxploitation (Blue Note, 1998)
- Romance with the Unseen (Blue Note, 1999)
- A Fine Line: Arias and Lieder (Blue Note, 2000)
- You Are #6: More Music for Six Musicians (Blue Note, 2001)
- Ivey-Divey (Blue Note, 2004)
- Do the Boomerang - The Music of Junior Walker" (Blue Note, 2006)
- Love, Peace, and Soul (Savoy, 2011)

### Come compositore
- String Quartet No. 2; Four Thoughts on Marvin Gay, III, ETHEL: Light (Cantaloupe, 2006)
- Bang on a Can All Stars & Don Byron: A Ballad for Many (Cantaloupe, 2006)
- Lisa Moore: Seven (Cantaloupe, 2009)
- String Quartet No. 2; Four Thoughts on Marvin Gaye, I-IV, ETHEL: Heavy (Innova, 2012)

### A titolo di collaborazioni
- Hamiet Bluiett: The Clarinet Family (Black Saint, 1987)
- Craig Harris: Shelter (JMT, 1987)
- Craig Harris Tailgater's Tales: Blackout in the Square Root of Soul (JMT, 1988)
- Living Colour: Time's Up (Epic, 1990)
- Mandy Patinkin: Dress Casual (CBS, 1990)
- Ralph Peterson: Presents The Fo'tet (Somethin' Else/Blue Note, 1990)
- Marc Ribot: Rootless Cosmopolitans (Antilles, 1990)
- Third Person (Tom Cora and Samm Bennett): The Bends (Knitting Factory Works, 1990)
- Reggie Workman: Images (Music & Arts, 1990)
- Gerry Hemingway Quintet: Special Detail (hatArt, 1991)
- Alan Lowe: At the Point of Impact (Fairhaven, 1991)
- David Murray: David Murray Big Band conducted by Lawrence "Butch" Morris (DIW/Columbia, 1991)
- Bobby Previte: Weather Clear, Track Fast (Enja, 1991)
- Steve Coleman: Drop Kick (Novus, 1992)
- Geduldig und Thimann: A Haymish Groove (Extraplatte, 1992)
- Hoppy Kamiyama: Welcome to Forbidden Paradise (Toshiba-EMI, 1992)
- Ralph Peterson: Ornettology (Somethin' Else/Blue Note, 1992)
- Hal Willner (producer): Weird Nightmare: Meditations on Mingus (Columbia, 1992)
- Uri Caine: Sphere Music (JMT, 1993)
- Anthony Braxton: 4 (Ensemble) Compositions 1992 (Black Saint, 1993)
- Bill Frisell: Have a Little Faith (Elektra Nonesuch, 1993)
- David Murray: South of the Border (DIW/Columbia, 1993)
- Bobby Previte's Weather Clear, Track Fast: Hue and Cry (Enja, 1993)
- Reggie Workman: Altered Spaces (Leo, 1993)
- Cassandra Wilson: Blue Light 'til Dawn (Blue Note, 1993)
- Marilyn Crispell: Stellar Pulsations (Leo, 1994)
- Bill Frisell: This Land (Nonesuch, 1994)
- Leroy Jenkins: Themes & Improvisations on the Blues (CRI, 1994)
- Uri Caine: Toys (JMT, 1995)
- Marilyn Crispell: Live in San Francisco (Music&Arts, 1995)
- Jerome Harris: Hidden in Plain View (New World/Countercurrents, 1995)
- The Seedy Arkhestra (Chris Dowd): Puzzle (Profile, 1996)
- Douglas Ewart & Inventions Clarinet Choir: Angles of Entrance (Aarawak, 1996)
- Kansas City Band: Kansas City Soundtrack (Verve, 1996)
- Tom Pierson: Planet of Tears (Auteur, 1996; originally 1990?)
- President's Breakfast: Bar-B-Q Dali (Disc Lexia, 1996)
- Vernon Reid & Masque: Mistaken Identity (Sony, 1996)
- Suzanne Vega: Nine Objects of Desire (A&M, 1996)
- Uri Caine/Gustav Mahler: Primal Light / Urlicht (Winter & Winter, 1997)
- Kansas City Band: K. C. After Dark (Verve, 1997)
- Titilayo: Beware the Short Hair Girl (Blue Pantry, 1997)
- D. D. Jackson: Paired Down, Vol. 2 (Just In Time, 1998)
- Hector Martignon: The Foreign Affair (Candid, 1998)
- Neufeld-Occhipinti Jazz Orchestra (NOJO): You Are Here (Auracle, 1998)
- Daniel Barenboim and Guests: A Tribute to Ellington (Teldec, 1999)
- Uri Caine: The Sidewalks of New York: Tin Pan Alley (Winter & Winter, 1999)
- Bill Frisell: The Sweetest Punch: The New Songs of Elvis Costello and Burt Bacharach Arranged by Bill Frisell (Decca, 1999)
- Uri Caine: The Goldberg Variations (Winter & Winter, 2000)
- Michael Occhipinti: Creation Dream – The Songs of Bruce Cockburn (True North, 2000)
- Lalo Schifrin: Esperanto (Act, 2000)
- Ralph Alessi: This Against That (RKM Music, 2002)
- Edsel Gomez: Cubist Music (Tba, 2002)
- Neufeld-Occhipinti Jazz Orchestra (NOJO): Highwire (True North, 2002)
- Uri Caine: Gustav Mahler: Dark Flame (Winter & Winter, 2003)
- Joe Henry: Fuse (Anti-, 2003)
- Craig Harris: Souls Within the Veil (Aquastra Music, 2005)
- Allen Toussaint; The Bright Mississippi (Nonesuch, 2009)